# Орлино
О́рлино — село в Гатчинском муниципальном округе Ленинградской области. Расположено на берегу Орлинского озера.

## История
Впервые село упоминается в Писцовой книге Водской пятины 1500 года; в то время в селе располагался центр Спасского Орлинского погоста Копорского уезда Водской пятины.
Затем как пустошь Orlino Ödhe в Орлинском погосте в шведских «Писцовых книгах Ижорской земли» 1618—1623 годов.
Село Orlino обозначено на карте Ингерманландии А. И. Бергенгейма, составленной по шведским материалам 1676 года.
По данным метрических книг 1735 года здесь была мыза Орлинская генерала И. И. Бутурлина и село Спасское.
В 1747 году мызу приобрёл помещик Яков Андреевич Мельницкий. Его усилиями в селе в 1755 году была воздвигнута деревянная церковь Спасо-Преобржения Господня.
После смерти Я. А. Мельницкого в 1758 году поместье унаследовал его сын, коллежский асессор Василий Яковлевич Мельницкий, у которого в 1773 году Орлинскую мызу приобрёл придворный банкир Екатерины II, барон Иван Юрьевич Фридрикс (Фредерикс).

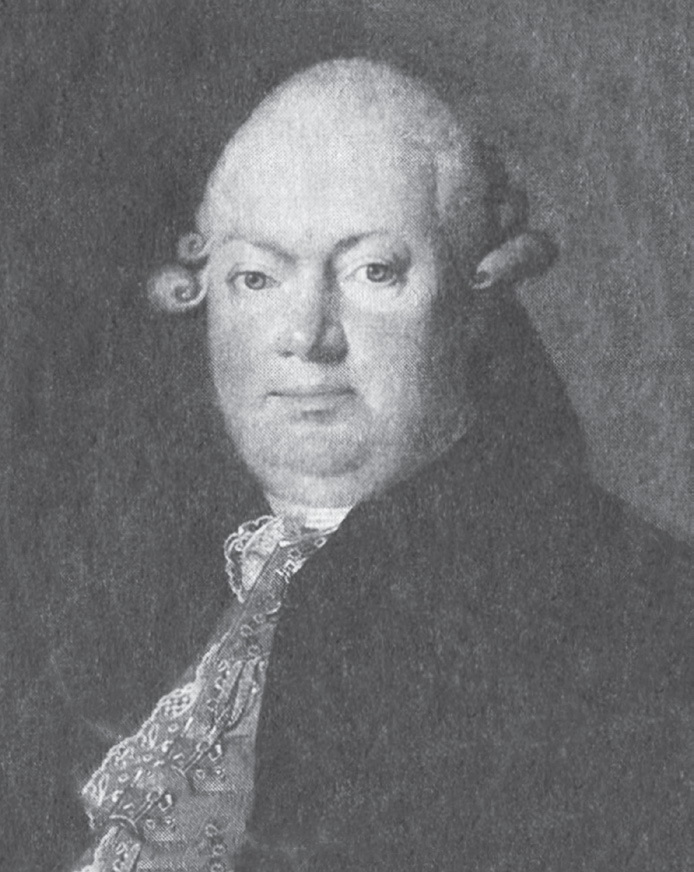
Владелец мызы Орлино (1773—1779) барон И. Ю. Фридрикс

Село Орлино у одноимённого озера упоминается на карте Санкт-Петербургской губернии Я. Ф. Шмидта 1770 года.
После смерти И. Ю. Фридрикса мыза принадлежала его сыну Александру, а в 1788 году была продана дипломату, статскому советнику Александру Стахиевичу Стахиеву. При нём Орлино посещали его друзья: писатель Д. И. Фонвизин и поэт Г. Р. Державин.
В 1803 году владелицей усадьбы и 280 душ крепостных стала фрейлина императорского двора Анна Степановна Протасова.
В 1809 году графиня А. С. Протасова выстроила новую каменную церковь во имя Преображения Господня, на освящении которой присутствовала сама императрица Елизавета Алексеевна.

ОРЛИНО — село принадлежит графу Васильчикову, гвардии штабс-ротмистру, число жителей по ревизии: 118 м. п., 120 ж. п. 
 
При нём:
 
а) Церковь каменная во имя Спаса Преображения.
 
б) Мукомольная деревянная мельница. (1838 год)

Согласно карте Ф. Ф. Шуберта в 1844 году село Спасское (Орлино) насчитывало 61 крестьянский двор.

ОРЛИНО — село князя Васильчикова, по просёлочной дороге, число дворов — 61, число душ — 113 м. п.(1856 год)

ОРЛИНО — мыза владельческая при озере Орлинском, число дворов — 1, число жителей: 8 м. п., 9 ж. п.

ОРЛИНО (СПАССКОЕ) — село владельческое при озере Орлинском, число дворов — 44, число жителей: 116 м. п., 162 ж. п.; Церковь православная.

ОРЛИНСКАЯ — мельница владельческая при речке Дивенке, число дворов — 1, число жителей: 3 м. п., 1 ж. п. 
(1862 год)

В селе действовала школа на 80 учащихся, устроенная и содержащаяся на средства графа Н. С. Строганова.
В 1873—1874 годах временнообязанные крестьяне села выкупили свои земельные наделы у князей В. И. и С. И. Васильчиковых и графини С. И. Строгановой и стали собственниками земли.
Сборник Центрального статистического комитета описывал село так:

ОРЛИНО (СПАССКОЕ) — село бывшее владельческое при озере Орлинском, дворов — 62, жителей — 342; Церковь православная, школа, больница, 3 лавки, постоялый двор, мельница. (1885 год).

Больница в Орлине также была устроена графом Строгановым. При ней работали аптека, приёмный покой и постоянный фельдшер, а раз в неделю приезжал уездный врач.
Согласно материалам по статистике народного хозяйства Царскосельского уезда 1888 года мыза Орлино площадью 3288 десятин принадлежала графу Н. С. Строганову, она была приобретена до 1868 года. В мызе имелись 3 оранжереи и вишнёвый сарай для выхаживания саженцев. Мельница с жилым домом и кузницей сдавались в аренду. Кроме того, в зданиях владельца мызы помещались больница и школа.

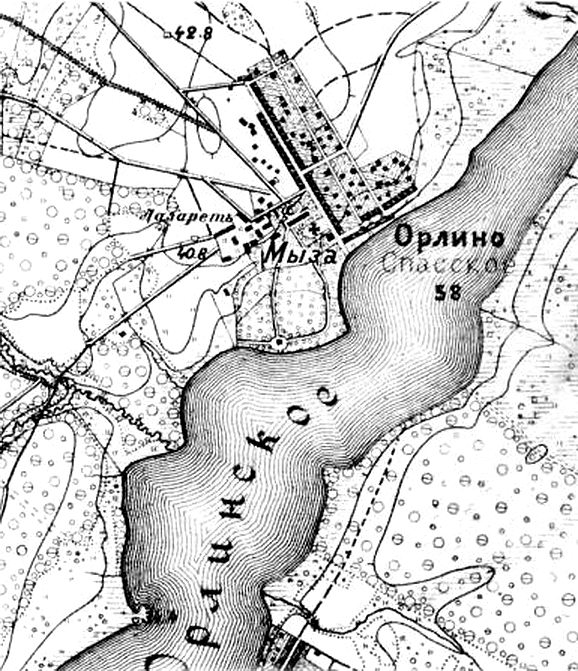
План села Орлино. 1892 год

Согласно данным первой переписи населения Российской империи:

ОРЛИНО — село, православных — 515, мужчин — 269, женщин — 268, обоего пола — 537. (1897 год)

В конце XIX — начале XX века село административно относилось к Рождественской волости 2-го стана Царскосельского уезда Санкт-Петербургской губернии.
По данным «Памятной книжки Санкт-Петербургской губернии» за 1905 год имение Орлино площадью 2537 десятин принадлежало графу Николаю Сергеевичу Строганову.
В 1925 году в бывшем имении Строгановых открылся санаторий для нервных больных, который возглавила директор психотерапевтического института доктор В. С. Зигель. 
Согласно данным переписи населения СССР 1926 года в селе Орлино Орлинского сельсовета Рождественской волости Троцкого уезда проживали 906 человек, большинство русские. В 1928 году население деревни Орлино составляло 911 человек.

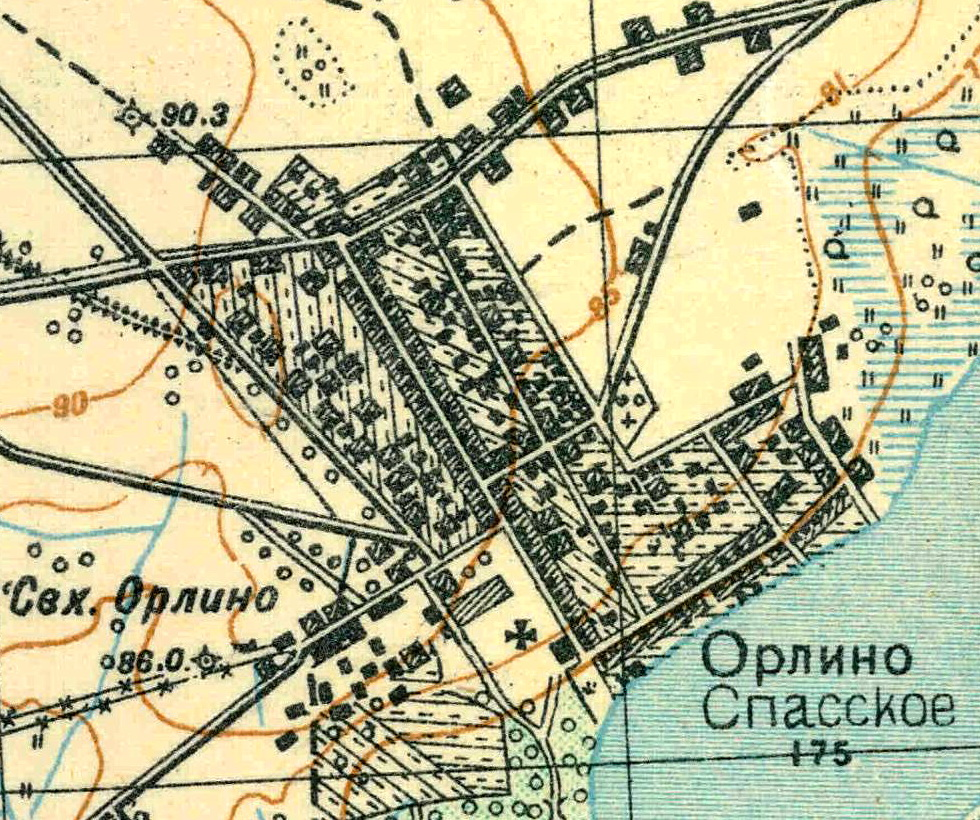
План села Орлино. 1931 год

Согласно топографической карте 1931 года село называлось Орлино (Спасское) и насчитывало 175 дворов.
По данным 1933 года деревня Орлино являлась административным центром Орлинского сельсовета Красногвардейского района, в который входили 12 населённых пунктов: деревни Зайцево, Заозерье, Изора, Красный Берег, Кургино, Лампово, Лязево, Орлино, Остров, Протасовка, Симаново и выселок Красный Берег (Красницы) — общей численностью населения 3137 человек.
По данным 1936 года в состав Орлинского сельсовета входили 13 населённых пунктов, 913 хозяйств и 9 колхозов.
C 1 августа 1941 года по 31 декабря 1943 года находилась в оккупации.
В 1958 году население деревни составляло 756 человека.
К сегодняшнему дню от усадьбы почти ничего не сохранилось. Местные жители приписывают поместью водонапорную башню и пруд.

Кстати, пруд этот необычный. В Орлине существует поверье, что владельцы усадьбы выложили его дно чуть ли не кафельной плиткой! Но к сегодняшним временам оно настолько заросло, что проверить сей факт вряд ли кто решится.
В советское время в храме был клуб, в перестройку здание передали верующим.
По данным 1966 и 1973 годов село Орлино являлось административным центром Орлинского сельсовета.
По данным 1990 года в селе Орлино проживали 438 человек. Село являлось административным центром Орлинского сельсовета, в который входили 10 населённых пунктов: деревни Большево, Зайцево, Заозерье, Кургино, Лампово, Остров, Рыбицы, Симанково; село Орлино; посёлок при станции Строганово — общей численностью населения 2907 человек.
В 1997 году в селе проживали 350 человек, в 2002 году — 352 человека (русские — 97%), в 2007 году — 312.

## География
Село расположено в юго-западной части района на автодороге 41К-099 (Сиверский — Куровицы).
Расстояние до административного центра поселения, посёлка городского типа Дружная Горка — 2 км. Расстояние до районного центра — 45 км.
Село находится к востоку от железнодорожной станции Строганово. Расстояние до ближайшей железнодорожной станции Строганово — 4 км.
Село находится на западном берегу Орлинского озера.

## Демография
| 1862 | 2007 | 2010 | 2017 |
| ---- | ---- | ---- | ---- |
| 295  | ↗312 | ↘294 | ↘160 |

### Национальный состав
Согласно данным Всероссийской переписи населения 2021 года в селе проживали 232 человека, из них:
 русские — 225, узбеки — 1, другие национальности — 5 человек, один человек национальность не указал.

## Экономика
- Продовольственный магазин
- Продовольственный магазин «Орёл»

## Транспорт
От Сиверского до Орлино можно доехать на автобусах №№ 120-Т, 505, 506, 506А, 507.

## Достопримечательности
- Церковь Преображения Господня[38]
- Парк бывшей усадьбы Строгановых

## Фото

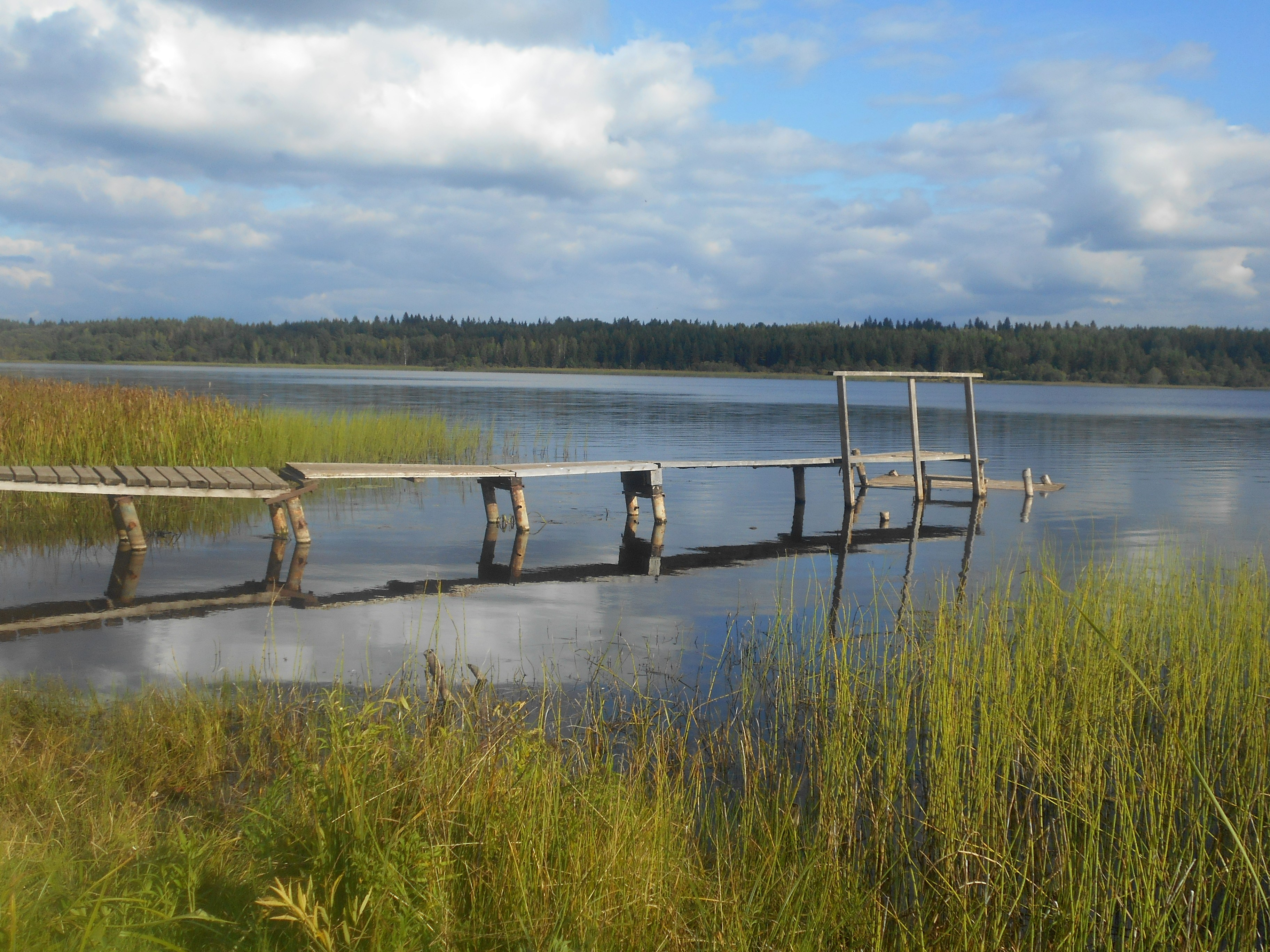
Орлинское озеро, вид от церкви
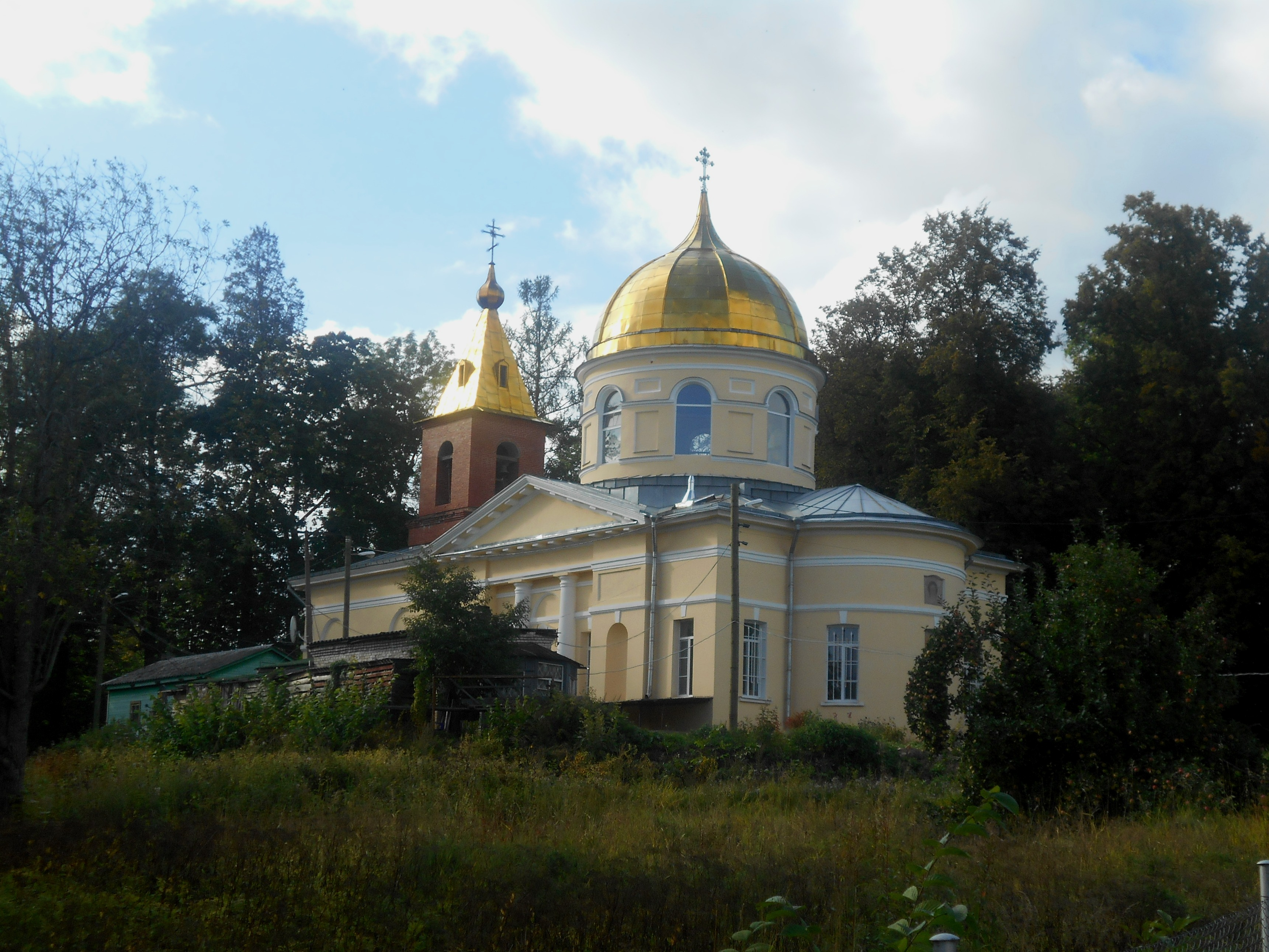
Спасо-Преображенская церковь
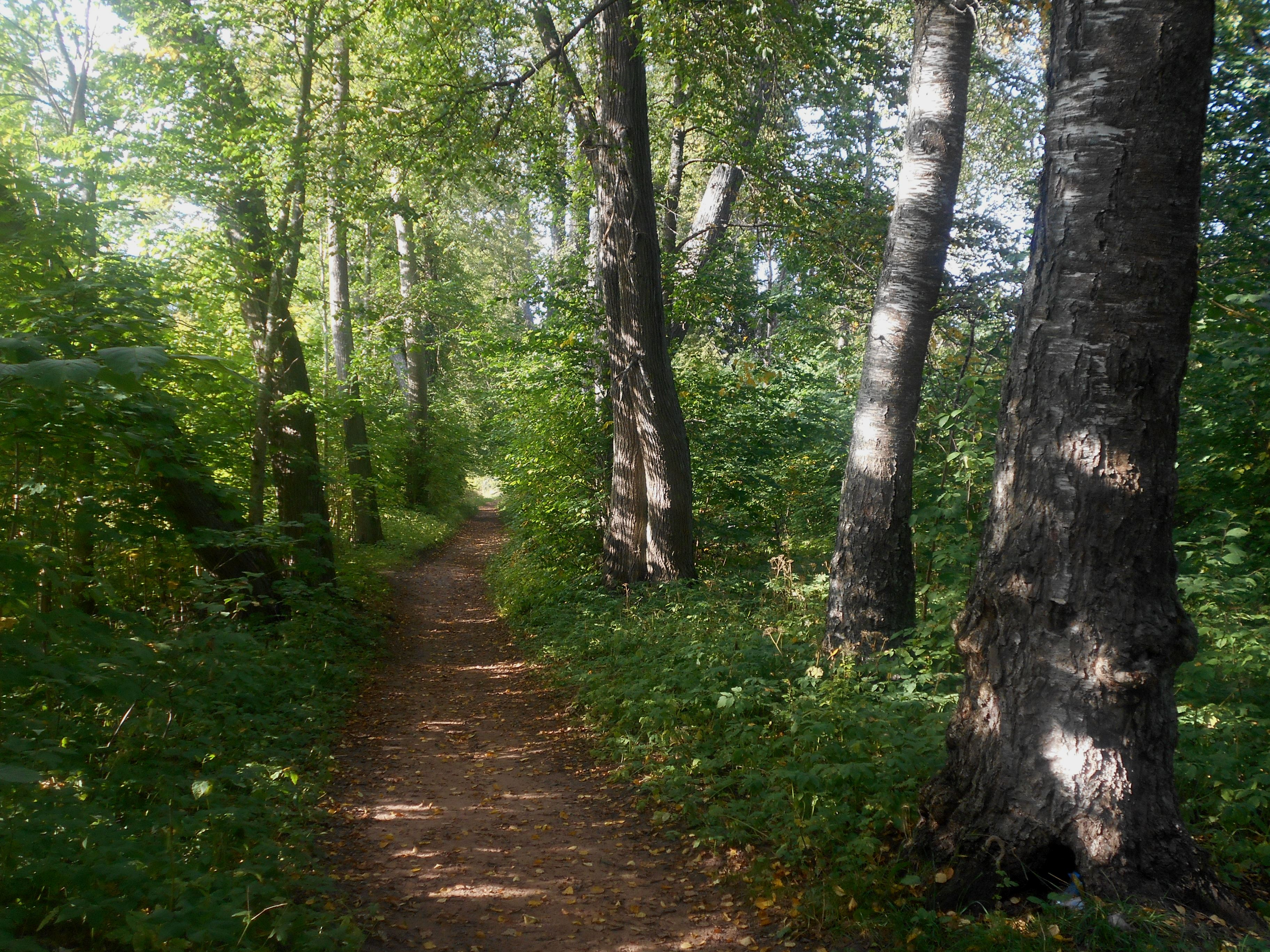
Парк усадьбы Орлино

## Улицы
Заводская, Луговая, Мира, Моховая, Новая, Пески, Полевая, Садовая, Совхозная, Центральная.

## Садоводства
Орлино.